# Werfer-Brigade 6
Die Werfer-Brigade 6 war eine deutsche Nebelwerfer-Brigade im Zweiten Weltkrieg.

## Brigadegeschichte
Die Werfer-Brigade 6 wurde am 31. Januar 1944 anfangs durch die Hinzuziehung des Werfer-Regiments 81 (Wehrkreis XI) durch den Wehrkreis X wahrscheinlich im Munsterlager aufgestellt. Die Aufstellung des Werfer-Regiments 82 erfolgte zum 1. Februar 1944 im Wehrkreis XI mit zwei 15-cm- und einer 30-cm-Abteilung sowie zwei Panzerwerfer-Batterien. Das Werfer-Regiment 82 wurde ebenfalls der Werfer-Brigade 6 zugeordnet.
Im März 1944 erfolgte die Überführung der 21. und 22. Batterie des Werfer-Regiments 81 und des Werfer-Regiments 82 von Panzer- in Sf-Batterien mit Sonderkraftfahrzeugen der Wehrmacht. Die 21. Batterie des Werfer-Regiments 81 wurde im Oktober 1944 aus dem Regiment ausgegliedert und einem anderen Regiment zugewiesen wurde. Im November 1944 wurde die 22. Batterie des Werfer-Regiments 81 einem anderen Regiment zugeteilt.
Die Werfer-Brigade 6 war als Heerestruppenteil an der Ostfront eingesetzt. Zuletzt war sie beim AOK 4 in Ostpreußen.
Zu Kriegsende war das Werfer-Regiment 81 unter der Führung von Oberstleutnant Kohlmann (ab 1. August 1944) und das Werfer-Regiment 82 unter Major d. R./Oberstleutnant d. R. Wilhelm Althoff (* 1896, ab 5. September 1944).
Ab Ende Januar 1944 war der Oberst Heinrich Korbion (* 1897) Kommandeur der Brigade, welche er auch zu Kriegsende noch führte.

## Gliederung
- Werfer-Regiment 81 mit I. (1–3), II. (4–6) und III. (7–9, 21 (bis Oktober 1944), 22)
- Werfer-Regiment 82 mit I. (1–3), II. (4–6) und III. (7–9, 21 (bis November 1944), 22)